# Seznam unixových nástrojů
Seznam unixových nástrojů je v informatice souhrn unixových nástrojů (utilit) podle specifikace IEEE Std 1003.1-2004, která je součástí Single UNIX Specification (SUS). Zmíněné nástroje lze nalézt ve většině unixových systémů (např. v Linuxu).

## Seznam
| Jméno      | Kategorie               | Popis                                                                            | První zmínka                                                                               |
| ---------- | ----------------------- | -------------------------------------------------------------------------------- | ------------------------------------------------------------------------------------------ |
| admin      | SCCS                    | Vytváření a správa SCCS souborů                                                  |                                                                                            |
| alias      | Různé                   | Vytváření zkratek pro delší zápisy příkazů                                       |                                                                                            |
| ar         | Různé                   | Zpracování archivů se statickými knihovnami                                      |                                                                                            |
| asa        | Zpracování textu        | Interpretace řídících znaků pro pohyb tiskové hlavy tiskárny                     |                                                                                            |
| at         | Správa procesů          | Spuštění programu v zadaný čas                                                   | Verze 7 AT&T UNIX                                                                          |
| awk        | Zpracování textu        | Programovatelný filtr                                                            | Verze 7 AT&T UNIX                                                                          |
| basename   | Souborový systém        | Výpis jména souboru bez cesty (bez adresářů)                                     |                                                                                            |
| batch      | Správa procesů          | Spuštění příkazu při snížení zátěže systému nebo v zadaný čas (viz at)           |                                                                                            |
| bc         | Různé                   | Numerický programovací jazyk.                                                    |                                                                                            |
| bg         | Správa procesů          | Spuštění a přesunutí pozastavené úlohy na pozadí                                 |                                                                                            |
| break      | Programování shellu     | Ukončení smyčky řídící konstrukce for nebo while                                 |                                                                                            |
| c99        | Programování v jazyce C | Překladač pro jazyk C                                                            |                                                                                            |
| cal        | Různé                   | Kalendář                                                                         | Verze 5 AT&T UNIX                                                                          |
| cat        | Souborový systém        | Spojování a výpis obsahu souborů                                                 | Verze 1 AT&T UNIX                                                                          |
| cd         | Souborový systém        | Změna aktuálního adresáře                                                        |                                                                                            |
| cflow      | Programování v jazyce C | Generuje flowgraph jazyka C                                                      |                                                                                            |
| chgrp      | Souborový systém        | Změna skupiny, která vlastní soubor, adresář apod.                               |                                                                                            |
| chmod      | Souborový systém        | Nastavení oprávnění k souboru, adresáři apod.                                    | Verze 1 AT&T UNIX                                                                          |
| chown      | Souborový systém        | Změna vlastníka souboru, adresáře apod.                                          | Verze 1 AT&T UNIX                                                                          |
| cksum      | Souborový systém        | Výpis velikosti a kontrolního součtu CRC zadaných souborů                        | 4.4BSD                                                                                     |
| cmp        | Souborový systém        | Porovnání obsahu dvou souborů                                                    | Verze 1 AT&T UNIX                                                                          |
| comm       | Zpracování textu        | Vybrání a vypuštění společných částí souborů                                     | Verze 4 AT&T UNIX                                                                          |
| command    | Programování shellu     | Spuštění jednoduchého příkazu                                                    |                                                                                            |
| compress   | Souborový systém        | Komprimování souborů                                                             | 4.3BSD                                                                                     |
| continue   | Programování shellu     | Jde na další krok cyklu for nebo while                                           |                                                                                            |
| cp         | Souborový systém        | Kopírování souborů                                                               | Verze 1 AT&T UNIX                                                                          |
| crontab    | Různé                   | Automatické periodické spouštění příkazů                                         |                                                                                            |
| csplit     | Zpracování textu        | Rozdělení souborů                                                                | PWB UNIX                                                                                   |
| ctags      | Programování v jazyce C | Utilita používaná programátory pro vytvoření souboru značek v aktuálním adresáři | 3.0BSD                                                                                     |
| cut        | Programování shellu     | Vertikální řez souborem                                                          |                                                                                            |
| cxref      | Programování v jazyce C | Generování cross-reference tabulky jazyka C                                      |                                                                                            |
| date       | Různé                   | Datum                                                                            | Verze 1 AT&T UNIX                                                                          |
| dc         | Různé                   | Softwarový kalkulátor s postfixovou syntaxí.                                     |                                                                                            |
| dd         | Souborový systém        | Převádění a kopírování souboru                                                   |                                                                                            |
| delta      | SCCS                    | Vytvoření delta (změny) na SCCS souboru                                          |                                                                                            |
| df         | Souborový systém        | Oznámení volného místa na disku                                                  | Verze1 AT&T UNIX                                                                           |
| diff       | Zpracování textu        | Porovnání dvou souborů po jednotlivých řádcích a hledání rozdílů mezi nimi       |                                                                                            |
| dirname    | Souborový systém        | Výpis cesty k souboru (tj. adresáře bez jména souboru)                           |                                                                                            |
| dot        | Programování shellu     | Spuštění příkazů v aktuálním prostředí                                           |                                                                                            |
| du         | Souborový systém        | Výpis obsazeného prostoru (výsledek v kB)                                        | Verze 1 AT&T UNIX                                                                          |
| echo       | Programování shellu     | Výpis řetězce na terminál                                                        |                                                                                            |
| ed         | Zpracování textu        | Standardní textový editor                                                        | Verze 1 AT&T UNIX                                                                          |
| env        | Různé                   | Nastavení prostředí pro spouštěný příkaz                                         |                                                                                            |
| eval       | Programování shellu     | Provádění argumentů jako příkaz                                                  |                                                                                            |
| ex         | Zpracování textu        | Řádkový textový editor                                                           | BSD                                                                                        |
| exec       | Programování shellu     | Spuštění příkazu, který nahradí shell                                            |                                                                                            |
| exit       | Programování shellu     | Ukončení shellu                                                                  |                                                                                            |
| expand     | Zpracování textu        | Převádění tabulek na mezery                                                      | 3.0BSD                                                                                     |
| export     | Různé                   | Nastavení exportního atributu proměnným                                          |                                                                                            |
| expr       | Programování shellu     | Výpočet matematického výrazu (celá čísla)                                        |                                                                                            |
| false      | Programování shellu     | Vrácení chybné hodnoty                                                           |                                                                                            |
| fc         | Různé                   | Zpracování historie příkazů                                                      |                                                                                            |
| fg         | Správa procesů          | Přesun pozastavené úlohy na popředí a její spuštění                              |                                                                                            |
| file       | Souborový systém        | Určení typu souboru podle jeho obsahu                                            | Verze 4 AT&T UNIX                                                                          |
| find       | Souborový systém        | Hledání souborů a adresářů                                                       | Verze 1 AT&T UNIX                                                                          |
| fold       | Zpracování textu        | Zalamování řádků                                                                 |                                                                                            |
| fort77     | Programování            | FORTRAN kompilátor                                                               |                                                                                            |
| fuser      | Správa procesů          | Výpis programů, které přistupují na konkrétní disk                               |                                                                                            |
| gencat     | Různé                   | Vygenerování zformátovaného katalogu zpráv                                       |                                                                                            |
| get        | SCCS                    | Získání verze SCCS souboru                                                       |                                                                                            |
| getconf    | Různé                   | Získání konfigurační hodnoty                                                     |                                                                                            |
| getopts    | Programování shellu     | Získávání parametrů z příkazového řádku                                          |                                                                                            |
| grep       | Různé                   | Vyhledávání řádků se zadaným řetězcem znaků                                      |                                                                                            |
| hash       | Různé                   | Sledování průběhu přenosu                                                        |                                                                                            |
| head       | Zpracování textu        | Výpis začátku souboru                                                            | PWB UNIX                                                                                   |
| iconv      | Zpracování textu        | Převod textu mezi různými znakovými sadami                                       |                                                                                            |
| id         | Různé                   | Výpis údajů o uživateli                                                          | 4.4BSD                                                                                     |
| ipcrm      | Různé                   | Smazání fronty zpráv                                                             |                                                                                            |
| ipcs       | Různé                   | Hlášení stavu meziprocesové komunikace                                           |                                                                                            |
| jobs       | Správa procesů          | Výpis úloh řízených shellem                                                      |                                                                                            |
| join       | Zpracování textu        | Operátor relačních databází, spojuje 2 soubory podle klíčů                       |                                                                                            |
| kill       | Správa procesů          | Zaslání signálu procesu(-ům)                                                     | Verze 3 AT&T UNIX                                                                          |
| lex        | Programování v jazyce C | Generování programů pro lexikální analýzu                                        |                                                                                            |
| link       | Souborový systém        | Vytvoření pevného nebo symbolického odkazu                                       | Verze 1 AT&T UNIX                                                                          |
| ln         | Souborový systém        | Vytvoření pevného odkazu na soubor                                               | Verze 1 AT&T UNIX                                                                          |
| locale     | Různé                   | Výpis nastavení národního prostředí                                              |                                                                                            |
| localedef  | Různé                   | Kompilace lokalizačních souborů                                                  |                                                                                            |
| logger     | Programování shellu     | Zapisování hlášení z uživatelských programu do systémového logu                  |                                                                                            |
| logname    | Různé                   | Výpis jména přihlášeného uživatele                                               | 4.4BSD                                                                                     |
| lp         | Zpracování textu        | Poslání souborů na tiskárnu                                                      |                                                                                            |
| ls         | Souborový systém        | Výpis obsahu adresáře                                                            | Verze 1 AT&T UNIX                                                                          |
| m4         | Různé                   | Makroprocesor                                                                    | PWB UNIX                                                                                   |
| mailx      | Různé                   | Elektronická pošta                                                               | Verze 1 AT&T UNIX                                                                          |
| make       | Programování            | Řízení dávkové kompilace např. v jazyce C                                        |                                                                                            |
| man        | Různé                   | Zobrazení manuálové stránky                                                      |                                                                                            |
| mesg       | Různé                   | Povolení nebo zákaz příjmu zpráv na terminál                                     | Verze 1 AT&T UNIX                                                                          |
| mkdir      | Souborový systém        | Vytvoření adresáře                                                               | Verze 1 AT&T UNIX                                                                          |
| mkfifo     | Souborový systém        | Vytvoření speciálního souboru FIFO                                               | 4.4BSD                                                                                     |
| more       | Zpracování textu        | Zobrazení obsahu souboru po stránkách                                            |                                                                                            |
| mv         | Souborový systém        | Přejmenování nebo přesun souboru a adresáře                                      | Verze 1 AT&T UNIX                                                                          |
| newgrp     | Různé                   | Přepnutí do jiné skupiny                                                         | Verze 6 AT&T UNIX                                                                          |
| nice       | Správa procesů          | Spuštění programu s jinou, než základní prioritou                                | Verze 4 AT&T UNIX                                                                          |
| nl         | Zpracování textu        | Očíslování řádků souboru (výstupu)                                               |                                                                                            |
| nm         | Programování v jazyce C | Výpis seznamu jmen objektů v souboru                                             |                                                                                            |
| nohup      | Správa procesů          | Spuštění program tak, aby nebyl závislý na terminálu                             |                                                                                            |
| od         | Různé                   | Výpis souboru v hexadecimálním formátu                                           | Verze 1 AT&T UNIX                                                                          |
| paste      | Zpracování textu        | Sekvenční spojení odpovídajících řádků souborů                                   | Verze32V AT&T UNIX                                                                         |
| patch      | Zpracování textu        | Aplikování změn na soubory                                                       |                                                                                            |
| pathchk    | Souborový systém        | Kontrola, zda zadané cesty existují                                              |                                                                                            |
| pax        | Různé                   | Archivátor, který umí více formátů                                               | 4.4BSD                                                                                     |
| pr         | Zpracování textu        | Tisk souboru                                                                     | Verze 1 AT&T UNIX                                                                          |
| printf     | Programování shellu     | Napsání formátovaného výstup                                                     | 4.3BSD-Reno                                                                                |
| prs        | SCCS                    | Tisk SCCS souboru                                                                |                                                                                            |
| ps         | Správa procesů          | Zobrazení běžícího procesu                                                       | Version 4 AT&T UNIX                                                                        |
| pwd        | Souborový systém        | Výpis jména aktuálního adresáře                                                  |                                                                                            |
| qalter     | Dávkové nástroje        | Změna atributů dávky                                                             |                                                                                            |
| qdel       | Dávkové nástroje        | Smazání úloh z dávky                                                             |                                                                                            |
| qhold      | Dávkové nástroje        | Pozdržení dávky                                                                  |                                                                                            |
| qmove      | Dávkové nástroje        | Přesunutí dávky                                                                  |                                                                                            |
| qmsg       | Dávkové nástroje        | Poslání zprávy dávce                                                             |                                                                                            |
| qrerun     | Dávkové nástroje        | Znovuspuštění dávky                                                              |                                                                                            |
| qrls       | Dávkové nástroje        | Uvolnění dávky                                                                   |                                                                                            |
| qselect    | Dávkové nástroje        | Vybrání dávky                                                                    |                                                                                            |
| qsig       | Dávkové nástroje        | Označení dávky                                                                   |                                                                                            |
| qstat      | Dávkové nástroje        | Ukázání stavu dávek                                                              |                                                                                            |
| qsub       | Dávkové nástroje        | Odeslání skriptu                                                                 |                                                                                            |
| read       | Programování shellu     | Čtení vstupu do proměnné                                                         |                                                                                            |
| readonly   | Různé                   | Nastavení atributu proměnným pouze pro čtení                                     |                                                                                            |
| renice     | Správa procesů          | Změna priority běžícího procesu                                                  | 4.0BSD                                                                                     |
| return     | Programování shellu     | Návrat z funkce                                                                  |                                                                                            |
| rm         | Souborový systém        | Smazání souboru                                                                  | Verze 1 AT&T UNIX                                                                          |
| rmdel      | SCCS                    | Smazání „delta“ z SCCS souboru                                                   |                                                                                            |
| rmdir      | Souborový systém        | Smazání adresáře                                                                 | Version 1 AT&T UNIX                                                                        |
| sact       | SCCS                    | Vytisknutí aktuální SCCS souborově-editační činnosti                             |                                                                                            |
| sccs       | SCCS                    | Počáteční konec pro SCCS subsystém                                               |                                                                                            |
| sed        | Zpracování textu        | Neinteraktivní dávkový editor                                                    | Version 7 AT&T UNIX                                                                        |
| set        | Různé                   | Výpis proměnných prostředí                                                       |                                                                                            |
| sh         | Programování shellu     | Unixový shell                                                                    | Verze 7 AT&T UNIX (in earlier versions, sh was either the Thompson shell or the PWB shell) |
| shift      | Programování shellu     | Posun parametrů z příkazového řádku                                              |                                                                                            |
| sleep      | Programování shellu     | Pozastavení vykonávání programu na zadanou dobu                                  | Verze 4 AT&T UNIX                                                                          |
| sort       | Zpracování textu        | Třídění vstupu (filtr)                                                           |                                                                                            |
| split      | Různé                   | Rozdělení souboru na části                                                       | Version 3 AT&T UNIX                                                                        |
| strings    | Programování v jazyce C | Výpis řetězců z binárního souboru                                                |                                                                                            |
| strip      | Programování v jazyce C | Odstranění přebytečných informací ze spustitelného souboru                       |                                                                                            |
| stty       | Různé                   | Nastavení vlastností terminálu                                                   |                                                                                            |
| tabs       | Různé                   | Nastavení terminálové tabulky                                                    | PWB UNIX                                                                                   |
| tail       | Zpracování textu        | Výpis konce souboru                                                              | PWB UNIX                                                                                   |
| talk       | Různé                   | Komunikace s ostatními uživateli                                                 | 4.2BSD                                                                                     |
| tee        | Programování shellu     | Opis vstup do souboru a zároveň na obrazovku (filtr)                             |                                                                                            |
| test       | Programování shellu     | Testování typů souborů a porovnávání hodnot                                      |                                                                                            |
| time       | Správa procesů          | Výpis času, který proces spotřeboval                                             | Version 3 AT&T UNIX                                                                        |
| times      | Správa procesů          | Výpis kumulovaného času spotřebovaného procesem                                  |                                                                                            |
| touch      | Souborový systém        | Změna data poslední modifikace souboru                                           | Verze 7 AT&T UNIX                                                                          |
| tput       | Různé                   | Formátování výstupu na terminál                                                  | System V                                                                                   |
| tr         | Zpracování textu        | Transformace znaků na jiné znaky                                                 | Verze 4 AT&T UNIX                                                                          |
| trap       | Správa procesů          | Zachytávání signálů, při zachycení spustí příkaz                                 |                                                                                            |
| true       | Programování shellu     | Vrácení pravdivé hodnoty                                                         |                                                                                            |
| tsort      | Zpracování textu        | Topologické třídění souboru                                                      | Verze 7 AT&T UNIX                                                                          |
| tty        | Různé                   | Výpis připojeného terminálu                                                      | Version 1 AT&T UNIX                                                                        |
| type       | Různé                   | Výpis interpretace pro každé zadané jméno                                        |                                                                                            |
| ulimit     | Různé                   | Nastavení limitních hodnot                                                       |                                                                                            |
| umask      | Různé                   | Nastavení implicitní masky práv nově vytvořených souborů                         |                                                                                            |
| unalias    | Různé                   | Rušení aliasu                                                                    |                                                                                            |
| uname      | Různé                   | Výpis informací o systému                                                        | PWB UNIX                                                                                   |
| uncompress | Různé                   | Dekomprimace souboru                                                             | 4.3BSD                                                                                     |
| unexpand   | Zpracování textu        | Převádění mezer na tabulky                                                       | 3.0BSD                                                                                     |
| unget      | SCCS                    | Získání předchozího SCCS souboru                                                 |                                                                                            |
| uniq       | Zpracování textu        | Odstranění duplicitních řádků ze setříděného vstupu (filtr)                      | Verze 3 AT&T UNIX                                                                          |
| unlink     | Souborový systém        | Odstranění souboru                                                               | Version 1 AT&T UNIX                                                                        |
| unset      | Různé                   | Zrušení proměnných a atributů funkcí                                             |                                                                                            |
| uucp       | Síť                     | Kopírování ze systému na systém                                                  |                                                                                            |
| uudecode   | Síť                     | Dekódování binárního souboru                                                     | 4.0BSD                                                                                     |
| uuencode   | Síť                     | Zakódování binárního soubor                                                      | 4.0BSD                                                                                     |
| uustat     | Síť                     | Informace o stavu uucp                                                           |                                                                                            |
| uux        | Správa procesů          | Vzdálené spouštění příkazů                                                       |                                                                                            |
| val        | SCCS                    | Ověření SCCS souborů                                                             |                                                                                            |
| vi         | Zpracování textu        | Vizuální interaktivní editor                                                     | BSD                                                                                        |
| wait       | Správa procesů          | Čekání na ukončení jiného procesu                                                |                                                                                            |
| wc         | Zpracování textu        | Výpis počtu řádků, slov a písmen v souboru                                       | Verze 1 AT&T UNIX                                                                          |
| what       | SCCS                    | Rozpoznání SCCS souborů                                                          |                                                                                            |
| who        | Správa systému          | Výpis připojených uživatelů                                                      | Verze 1 AT&T UNIX                                                                          |
| write      | Různé                   | Psaní na terminál jiného uživatele                                               | Verze 1 AT&T UNIX                                                                          |
| xargs      | Programování shellu     | Spuštění příkazu s parametry, které jsou předány na vstup xargs                  | PWB UNIX                                                                                   |
| yacc       | Programování v jazyce C | Generátor syntaktických analyzátorů                                              | PWB UNIX                                                                                   |
| zcat       | Zpracování textu        | Výpis komprimovaného souboru                                                     |                                                                                            |